# Орта-Зейзит
Орта-Зейзид (азерб. Orta Zəyzid) — село и муниципалитет в Шекинском районе Азербайджана. Является административно-территориальной единицей второго уровня. Расположено в 11 км к востоку от районного центра Шеки.

## История
В селе находится исторический памятник времен Кавказской Албании, древнеалбанский Зейзидский храм.

## Население
В Кавказском календаре 1912 года население села Орта-Зекситъ численностью 667 человек указано «татарским» (азербайджанским). 
По материалам издания «Административное деление АССР», подготовленного в 1933 году Управлением народно-хозяйственного учёта Азербайджанской ССР (АзНХУ), по состоянию на 1 января 1933 года Орта Зезит входил в Зезитский сельсовет Нухинского района Азербайджанской ССР. В селе проживало 1080 человек (225 хозяйств, 590 мужчин и 490 женщин). Национальный состав всего сельсовета, в который также входили сёла Баш-Зезит, Кебар-Зезит, Велаза-Зезит на 96,4 % состоял из тюрков (азербайджанцев).
По данным начала 1980-х годов численность населения села была 2285 человек. Население было занято разведением зерновых, табаководством, животноводством, садоводством. В селе имелись средняя школа, дом культуры, библиотека, больница.
По состоянию на 2009 год численность населения села составляла 3035 человек.

## Экономика
Действует предприятие по производству сухофруктов. Площадь садового участка предприятия составляет 100 гектаров. Сад включает 55 тысяч фруктовых деревьев.